# Mongol pusztaiszajkó
A mongol pusztaiszajkó (Podoces hendersoni) a madarak (Aves) osztályának verébalakúak (Passeriformes) rendjébe, ezen belül a varjúfélék (Corvidae) családjába tartozó faj.

## Rendszerezése
A fajt Allan Octavian Hume brit ornitológus írta le 1871-ben.

## Előfordulása
Közép-Ázsiában, Kína és Mongólia területén fészkel, kóborlóként eljut Kazahsztánba is. Természetes élőhelyei a mérsékelt övi sivatagok. Állandó, nem vonuló faj.

## Megjelenése
Testhossza 28 centiméter.
|  |

## Természetvédelmi helyzete
Az elterjedési területe nagyon nagy, egyedszáma ugyan csökken, de még nem éri el a kritikus szintet. A Természetvédelmi Világszövetség Vörös listáján nem fenyegetett fajként szerepel.